# Tarántula (montaña rusa)
Tarántula es una montaña rusa giratoria del Parque de Atracciones de Madrid, ubicado en Madrid, España. Es la única montaña rusa de tipo giratorio en cualquier parque de atracciones de España. Abrió el 14 de mayo de 2005 y fue construida por la sociedad Maurer Söhne. Las vías están pintadas de rojo y los soportes de negro.

## Recorrido
El recorrido tiene una longitud de 630 metros y una altura de 25,5 metros. Los trenes alcanzan una velocidad máxima de 68 km/h y el recorrido dura un minuto y 30 segundos.

## Trenes
Tarántula tiene ocho vagonetas que circulan de forma independiente. Los pasajeros están ubicados de dos en dos de espaldas, dando un total de cuatro pasajeros en cada vagoneta. Las vagonetas están diseñados por Maurer Söhne.